# Communauté rurale de Thiomby
La communauté rurale de Thiomby est une communauté rurale du Sénégal située à l'ouest du pays. 
Elle fait partie de l'arrondissement de Sibassor, du département de Kaolack et de la région de Kaolack.
Le village de Khalambasse est situé dans la communauté.